# Вільгельм Айзеле
Вільгельм Айзеле (нім. Wilhelm Eisele; 16 березня 1907, Бінау — ?) — німецький офіцер-підводник, капітан-лейтенант крігсмаріне.

## Біографія
В 1927 році вступив на флот. З листопада 1939 року — штабсоберштурман на підводних човнах U-4 і U-10, з липня 1940 року — на U-59. В жовтні-грудні 1940 року пройшов курс командира човна. З 11 січня по 16 травня 1941 року — командир U-57, з 17 травня 1943 по 26 листопада 1944 року — U-78. З листопада 1944 року — навчальний керівник в 22-й флотилії. З 26 лютого по 5 травня 1945 року — командир U-1103. В травні був взятий в полон.

## Звання
- Лейтенант-цур-зее (1 січня 1941)
- Оберлейтенант-цур-зее (1 жовтня 1941)
- Капітан-лейтенант (1 січня 1945)

## Нагороди
- Медаль «За вислугу років у Вермахті» 4-го і 3-го класу (12 років)
- Іспанський хрест в бронзі з мечами (6 червня 1939)
- Залізний хрест
  - 2-го класу (22 квітня 1940)
  - 1-го класу (1940)
- Нагрудний знак підводника (14 жовтня 1941)
- Хрест Воєнних заслуг 2-го класу з мечами (30 січня 1944)